# Sainte-Agathe-en-Donzy
Sainte-Agathe-en-Donzy è un comune francese di 117 abitanti situato nel dipartimento della Loira della regione dell'Alvernia-Rodano-Alpi.

## Società

### Evoluzione demografica
Abitanti censiti